# Station La Falize
Station La Falize is een voormalig goederenstation langs spoorlijn 42 in de gemeente Aywaille. Het privé-station bediende de vlakbijgelegen steengroeve La Falize. De installatie bestond uit 2 zijsporen voor opslag, een steenbreekmachine en een remise voor locomotieven. De aansluitingen werden ontmanteld in 1962 en 1964.